# Rifargia indiscata
Rifargia indiscata är en fjärilsart som beskrevs av Paul Dognin 1916. Rifargia indiscata ingår i släktet Rifargia och familjen tandspinnare. Inga underarter finns listade.